# Есенгельды (Акмолинская область)
Есенгельды́ (каз. Есенкелді, до 2001 г. — Ладыженка, до 2003 г. — Тлекей) — аул в Атбасарском районе Акмолинской области Казахстана. Входит в состав Сепеевского сельского округа. Код КАТО — 113865100.

## География
Аул расположен возле озера Телекей, в южной части района, на расстоянии примерно 94 километров (по прямой) к югу от административного центра района — города Атбасар, в 35 километрах к юго-востоку от административного центра сельского округа — села Сепе.
Абсолютная высота — 382 метров над уровнем моря.
Климат холодно-умеренный, с хорошей влажностью. Среднегодовая температура воздуха положительная и составляет около +4,4°С. Среднемесячная температура воздуха в июле достигает +20,8°С. Среднемесячная температура января составляет около -13,9°С. Среднегодовое количество осадков составляет около 390 мм. Основная часть осадков выпадает в период с июня по июль.
Ближайшие населённые пункты: село Бауманское — на северо-востоке, село Сочинское — на западе.
Аул расположен в 95 км на юг от города Атбасар, в 35 км на юго-восток от центра сельского округа села Сепе.

## История
В 1989 году село Ладыженка являлось административным центром Южного сельсовета, куда помимо Ладыженки входил ещё один населённый пункт — Ладыженский хлебоприёмный пункт.
В периоде 1991—1998 годов:
- сельсовет был преобразован в сельский округ в соответствии с реформами административно-территориального устройства Республики Казахстан;
- Ладыженский хлебоприёмный пункт был включен в состав села Ладыженка.

Совместным решением Акмолинского областного маслихата, акима Акмолинской области от 6 июля 2001 года № С-10-9 «О переименовании сельского округа и населенных пунктов Атбасарского и Зерендинского районов» (зарегистрированное Управлением юстиции Акмолинской области 15 августа 2001 года № 710):
- село Ладыженка было переименовано в село Тлекей;
- Южный сельский округ в — Тлекейский сельский округ соответственно.

Совместным решением Акмолинского областного маслихата, акима Акмолинской области от 22 октября 2003 года № 3С-1-20 «О переименовании села Тлекей и Тлекейского сельского округа» (зарегистрированное Управлением юстиции Акмолинской области 30 октября 2003 года № 2081):
- село Тлекей, Тлекейский сельский округ были переименованы (село было преобразовано) в — аул Есенгельды, Есенгельдинский сельский округ.

Постановлением акимата Акмолинской области от 13 декабря 2013 года № А-11/556 и решением Акмолинского областного маслихата от 13 декабря 2013 года № 5С-20-10 «Об изменении административно-территориального устройства Акмолинской области» (зарегистрированное Департаментом юстиции Акмолинской области 21 января 2014 года № 3976):
- были преобразованы сельские округа Сепеевский, Есенгельдинский в — сёла Сепе и Есенгельды соответственно.

Постановлением акимата Акмолинской области от 25 октября 2019 года № А-11/506 и решением Акмолинского областного маслихата от 25 октября 2019 года № 6С-38-7 «Об изменении административно-территориального устройства Атбасарского района Акмолинской области» (зарегистрированное Департаментом юстиции Акмолинской области 1 ноября 2019 года № 7464):
- была образована административно-территориальная единица (3-го уровня) — «Сепеевский сельский округ», в границах административно-территориальных единиц «Село Есенгельды» и «Село Сепе», общей площадью 182 198 гектар (1 821,98 км²);
- административным центром новообразованного сельского округа был определён село Сепе.

## Население
В 1989 году население аула составляло 1870 человек (из них казахи — 41 %, русские — 23 %).
В 1999 году население аула составляло 1336 человек (651 мужчина и 685 женщин). По данным переписи 2009 года в ауле проживало 806 человек (420 мужчин и 386 женщин).
| Численность населения | Численность населения | Численность населения |
| 1989                  | 1999                  | 2009                  |
| --------------------- | --------------------- | --------------------- |
| 1870                  | ↘1336                 | ↘806                  |

## Улицы
- ул. Амангельды,
- ул. Байтерек,
- ул. Бейбитшилик,
- ул. Тын